# Lovász Béla
Lovász Béla (Komárom, 1927. május 8. – 2021. február 7. előtt) magyar labdarúgó, csatár, edző.

## Pályafutása
1949 nyarán a Komáromi VSE-ből igazolt a Csepelbe. 1949 és 1957 között a Csepeli Vasas labdarúgója volt. Az élvonalban 1950. március 4-én mutatkozott be a MATEOSZ ellen, ahol 2–2-es döntetlen született. Összesen 123 élvonalbeli bajnoki mérkőzésen szerepelt és 61 gólt szerzett. 1957 és 1962 között a másodosztályú Dunaújvárosi Kohász csapatában szerepelt.